# Young Fury
Young Fury é um filme estadunidense, de 1965, do gênero faroeste, dirigido por Christian Nyby, roteirizado por Steve Fisher.

## Sinopse
Um pistoleiro, aguardando a chegada de um velho inimigo, tem que confrontar um bando de jovens pistoleiros, liderados por seu próprio filho.

## Elenco
- Rory Calhoun ....... Clint McCoy
- Virginia Mayo  ....... Sara McCoy
- William Bendix ....... Blacksmith Joe
- Lon Chaney Jr. ....... Bartender Ace (como Lon Chaney)
- John Agar ....... Dawson
- Richard Arlen ....... Sheriff Jenkins
- Linda Foster ....... Sally Miller
- Merry Anders ....... Alice
- Joan Huntington ....... Kathy
- Jody McCrea ....... Stone
- Rex Bell Jr. ....... Farmer
- William Wellman Jr. ....... Peters
- Regis Parton ....... Jeb
- Preston Pierce ....... Tige McCoy
- Robert Biheller ....... Biff Dane
- Marc Cavell ....... Pancho